# Spoorlijn Ochtrup - Rheine
De spoorlijn Ochtrup - Rheine was een Duitse spoorlijn en als spoorlijn 2020 onder beheer van DB Netze de steden Rheine en Ochtrup met elkaar verbond.

## Geschiedenis
De lijn is op 15 oktober 1905 geopend. In Ochtrup sloot de lijn aan op de Spoorlijn Münster - Glanerbeek, waardoor Rheine een directe verbinding kreeg met Gronau en Enschede. In 1961 werden de personentreinen tussen Rheine en Gronau op zondag uit de dienstregeling gehaald. En op 28 september 1969 werd het personenverkeer geheel stilgelegd. Het goederenverkeer tussen Ochtrup en Wettringen is in 1984 beëindigd. Op het baanvak Wettringen-Rheine heeft tot eind december 1988 nog goederenvervoer plaats gehad. Op het voormalige tracé bevindt zich thans een fietspad.

## Aansluitingen
In de volgende plaatsen is of was er een aansluiting op de volgende spoorlijnen:
Ochtrup
DB 2014, spoorlijn tussen Münster en Glanerbeek
Rheine
DB 44, spoorlijn tussen Rheine en de Emshafen
DB 2021, spoorlijn tussen Rheine Rs en Rheine
DB 2273, spoorlijn tussen Bottrop Nord en Quakenbrück
DB 2931, spoorlijn tussen Hamm en Emden
DB 2992, spoorlijn tussen Löhne en Rheine